# Улица Виталия Скакуна
Улица Виталия Скакуна (укр. вулиця Віталія Скакуна) — улица в Соломенском (до 2001 г. — Жовтневом) районе Киева, проходит через местность Отрадный. Пролегает между улицей Героев Севастополя и железнодорожными путями в районе станции городской электрички Борщаговка.

## История
Улица возникла в середине XX века под названием Новая.  С 1957 года носила название, данное в честь учёного и академика Каблукова Ивана Алексеевича, существует с 1957 года.
В 2022 году переименована в честь Героя Украины (посмертно) Виталия Скакуна..

## Учреждения
- Управление реконструкции и строительства ОАО «Киевметрострой» (укр.: «Київметробуд», дом № 4).
- Общеобразовательная школа № 161 (дом № 14).
- Учебный центр ОАО «Киевметрострой» (дом № 6).
- Спорткомплекс «Металлист» (дом № 26).

## Галерея
- Дом № 6
- Недалеко от перекрёстка с улицей Метростроевская
- Школа № 161
- Недалеко от перекрёстка с бульваром Вацлава Гавела
- Западная часть улицы недалеко от ж/д путей
- Стадион «Металлист»